# Zhukovsky (thành phố)
Zhukovsky (tiếng Nga: Жуковский) là một thành phố Nga. Thành phố này thuộc chủ thể Moskva Oblast. Thành phố có dân số 101.000 người (theo điều tra dân số năm 2002). Đây là thành phố lớn thứ 161 của Nga theo dân số năm 2002. Dân số qua các thời kỳ: 102,729 (Điều tra dân số 2010); 101,328 (Điều tra dân số 2002); 100,609 (Điều tra dân số năm 1989).
Khu định cư thành thị Stakhanovo được lập năm 1935 từ khu định cư dacha Otdykh. Nó được đặt tên theo Alexey Stakhanov - một người thợ khai mở Xô Viết nổi tiếng. Ngày 23/4/1947, khu định cư được ban tư cách thị xã và đã được đổi tên thành Zhukovsky, theo nhà thủy động học và khí động học Nikolai Zhukovsky.
Zhukovsky có Viện nghiên cứu Bay Gromov và Viện khí thủy động học Trung ương Zhukovsky.